# Plicosepalus nummulariifolius
Plicosepalus nummulariifolius là một loài thực vật có hoa trong họ Loranthaceae. Loài này được (Franch.) Wiens & Polhill miêu tả khoa học đầu tiên năm 1992.